# Осёл, селёдка и метла
«Осёл, селёдка и метла» (эст. Eesel, heeringas ja nõialuud) — советский кукольный мультфильм 1969 года, созданный режиссёром Эльбертом Тугановым на студии «Таллинфильм».

## Сюжет
Мультфильм состоит из трёх новелл.
«Осёл»
Сюжет основан на индийской сказке «Размышления осла». Осёл, желая завоевать такую же хозяинскую любовь, как к собаке, начинает ей подражать, но для хозяина он так и остаётся ослом.
«Селёдка»

See oli ennemuistsel aal,
kui heeringas elas kuival maal
Ta hoidis ennast eemal veest
ja teda peeti kassi eest
Kord kaljas kahe mastiga,
läks teele soola lastiga
Seal laeval oli heeringas
kes hiiri rotte hävitas
— Отрывок из эстонской народной песни
Эти строки лучше всего отображают сюжет.
«Метла»
Сюжет основан на чешской сказке «Метла ведьмы». История повествует о том, как двое мальчиков нашли метлу ведьмы и решили на ней полетать, и о том, как дворник перепутал мётлы.

## Создатели
- Автор сценария и режиссёр: Эльберт Туганов
- Художник: Ютта Майсаар
- Оператор: Арво Нуут
- Аниматоры: Аарне Ахи, Хейки Кримм, Валентин Куйк
- Куклы и декорации изготовили: Пеэтер Кюннапу, Ильмар Тамре, Август Тали, Тилт Люттер, Урве Сунни, Ленна Эхренбуш, Пила Ярвила, Ильмар Эрнитс
- Художник кукол: Георгий Щукин
- Декораторы: Урве Сунни, Лена Эренбуш
- Композитор: Юло Винтер
- Звукооператор: Герман Вахтель
- Ассиситент оператора: Мартти Вери
- Ассистенты художника: Пила Ярвила, Вийу Сиймер
- Редактор: Сильвия Кийк
- Директор: Владимир Коринфский
- Админинстратор: Айта Хельм
- В фильме использована песня Артура Ринне «See oli ennemuistsel aal»

## Награды
- IV Всесоюзный кинофестиваль (Минск, 1970 год): приз и вторая премия «За лучший мультфильм» — мультфильму «Осёл, селёдка и метла».[1]